# Young Europe
Young Europe è un film del 2012 diretto da Matteo Vicino e tratto dal suo romanzo omonimo.

## Trama
Cinque giovani europei e la sicurezza stradale: Josephine, ricca parigina lasciata sola dalla sua famiglia; Julian, giovane irlandese irretito da una lettrice di spagnolo; Federico e Annalisa, due adolescenti italiani vittime di Angelo, un adulto senza morale. I giovani, colti dalla sfortuna, ma allo stesso tempo dall'immaturità, si trovano partecipi di incidenti stradali che li porteranno a morire, oppure, ad uccidere.

## Produzione
Prodotto dalla Polizia di Stato. Istituzioni, produttori esecutivi e regista hanno deciso di rinunciare a qualsiasi tipo di sfruttamento economico per mostrare il film a più persone possibili.

## Distribuzione
Il film è visionabile gratuitamente su YouTube.

## Accoglienza
Il film è stato accolto in modo principalmente positivo dalla critica. Paola Casella, scrivendo per MYmovies.it, lo definisce "un esperimento cinematografico interessante proprio nella sua atipicità", dove la "messinscena iperrealista (...) attraverso l'innaturalezza riesce a veicolare la spontaneità del sentire giovanile". Letizia Rogolino scrive su Newscinema.it che "il montaggio serrato unito ad una regia fluida e calzante e ad una sceneggiatura brillante e corposa, creano un film coinvolgente che si segue perfettamente dall’inizio alla fine, trasportando lo spettatore nel cuore dei fatti che toccano inevitabilmente la sfera emotiva e la coscienza individuale. Gli interpreti più giovani, per la maggior parte alla prima esperienza, risultano molto convincenti nei rispettivi ruoli e riescono a mettere in evidenza il rapporto con gli adulti, sempre più spesso difficile e povero". Su InsideTheShow.it, Annamaria Scali scrive che "Vicino si rivela un osservatore attento, capace innanzitutto di saper usare codici narrativi mirati, senza inquadrare l’argomento come fosse una materia di studio. (...) Il pregio di questo film è che ogni fotogramma è essenziale, ogni conversazione cela qualcos’altro e i ruoli hanno uno scopo preciso ben interpretato". Il film è stato invece recensito negativamente da Paolo Mereghetti, che gli ha assegnato una stella e mezza su quattro scrivendo che "le intenzioni sono rispettabili, ma la confezione ammiccante, benché indirizzata a un pubblico giovanile, è elementare e semplicistica. E fra scene che si ispirano alla pubblicità e ai videoclip, (...) a prendere il sopravvento è la noia", sottolineandone comunque la possibile utilità come strumento didattico.

## Riconoscimenti
- 2011 - Civita Film Festival 
  - Premio speciale Ford
- 2012 - Festival di Noto
  - Premio del pubblico